# Dmitrij Šostakovič
Dmitrij Dmitrijevič Šostakovič (rusky Дмитрий Дмитриевич Шостакович; 12. záříjul./ 25. září 1906greg. Petrohrad – 9. srpna 1975 Moskva) byl ruský a sovětský skladatel a klavírista, jeden z nejvýznamnějších představitelů hudební moderny 20. století.

## Životopis

### Mládí a studium

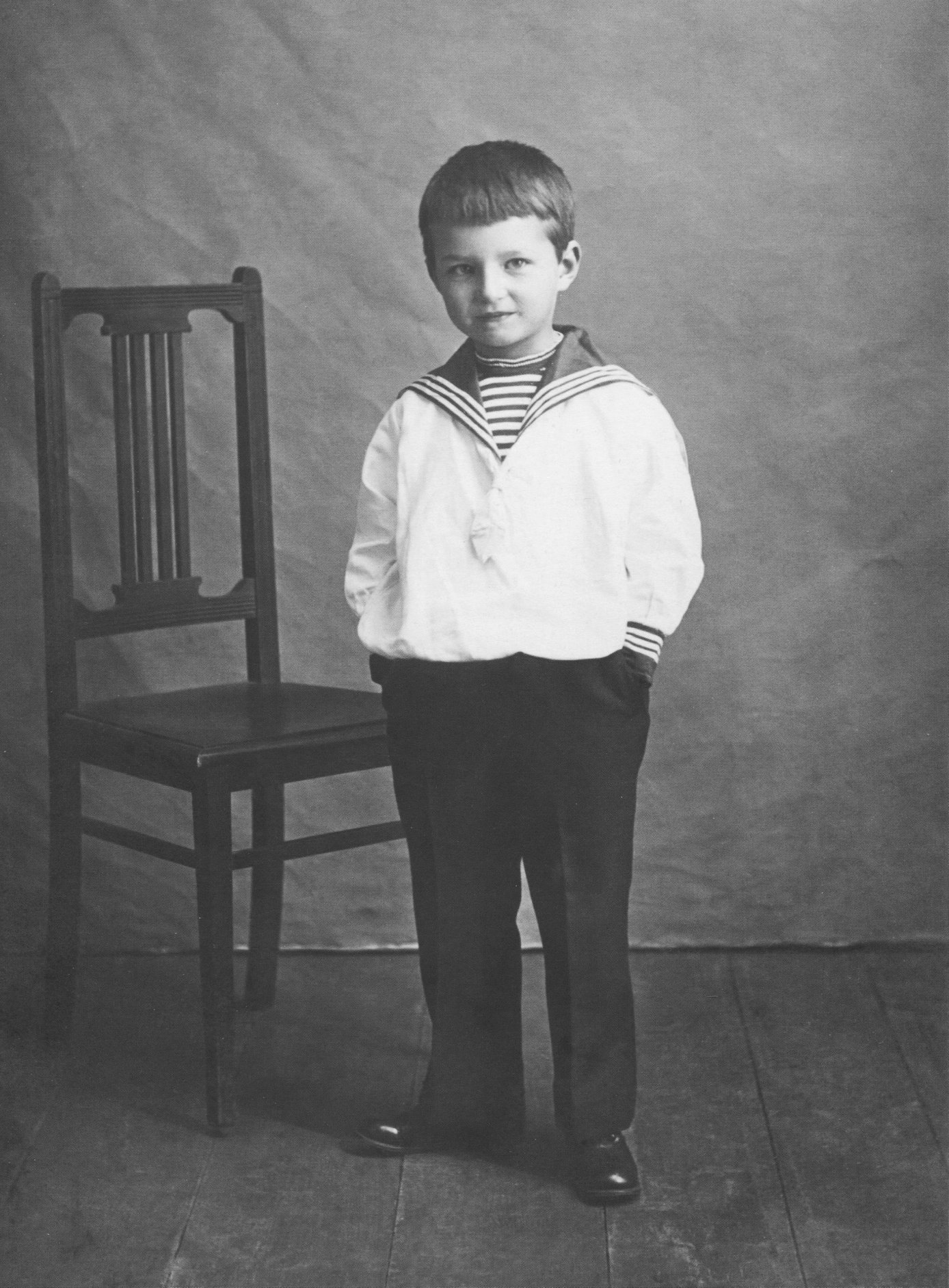
Šostakovič jako osmiletý, 1914

Dmitrij Šostakovič se narodil v Petrohradě. Pocházel ze středostavovské rodiny, předkové jeho otce byli polského původu. Praděd byl po potlačení polského povstání v roce 1830 poslán do vyhnanství na Sibiř.  Otec byl inženýr zaměstnaný jako fyzik v Ústavu měr a vah, matka byla klavíristka. Dmitrij měl dvě sestry, starší Marii a mladší Zoju. Vyrůstal obklopen hudbou, kterou mu zprostředkovaly domácí koncerty. Přestože prokazoval výjimečné hudební nadání již od útlého věku, započal své vzdělání v tomto směru až v devíti letech, kdy se začal učit hře na klavír. První hodiny mu dala matka, po několika měsících výuky mohl začít studovat na soukromé hudební škole tehdy slavného učitele klavíru I. A. Gljassera. Současně navštěvoval obchodní gymnázium. Od samého začátku komponoval. V jedenácti letech složil několik drobných klavírních skladeb pod dojmem událostí revolučního roku 1917: Voják, Smuteční pochod na památku obětí revoluce (únor 1917) a Hymnus svobody. 
V roce 1919 byl na doporučení skladatele Alexandra Glazunova přijat na konzervatoř, kde studoval klavír a kompozici. Na konci roku 1919 napsal své první velké orchestrální dílo Scherzo fis-moll. Věnoval ji svému učiteli kompozice Maximilianu Steinbergovi.  V roce 1922 zemřel jeho otec a rodina zůstala bez prostředků na živobytí. Starost o rodinu z velké části přešla na Dmitrije, který získal práci v biografu, kde doprovázel na klavír němé filmy. Sám však onemocněl tuberkulózou a o několik měsíců později podstoupil náročnou operaci. Velkou pomoc a podporu mu v těchto letech poskytoval Glazunov, který mu zařídil stipendium i peníze pro léčbu na Krymu. 
V roce 1923 absolvoval klavírní třídu konzervatoře a o dva roky později ukončil studia kompozice ve třídě Maximiliana Steinberga. Konzervatorní studia absolvoval svou 1. symfonií f moll a v květnu 1926 byla tato skladba provedena Leningradskou filharmonií. Měla velký úspěch a brzy ji hrály přední orchestry v zahraničí.

### Předválečné období

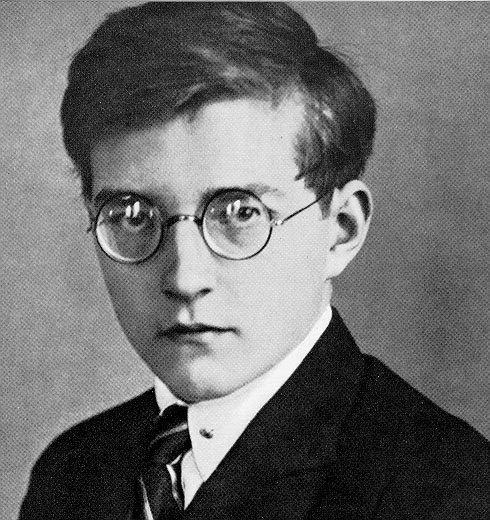
Šostakovič v roce 1925

Šostakovič pokračoval ve studiu jako posluchač postgraduálního programu na Leningradské konzervatoři. Na podzim roku 1926 se také začal věnovat pedagogické činnosti. Dvakrát týdně vyučoval soukromě kompozici. Současně vystupoval jako klavírní virtuos a interpret hudby progresivních soudobých skladatelů, např. Sergeje Prokofjeva, Ernsta Křenka, Paula Hindemitha a dalších. Získal též ocenění na soutěži pianistů ve Varšavě.
V roce 1927 dostal velkou státní zakázku: složit symfonii k 10. výročí Říjnové revoluce.  Symfonie č. 2 H dur byla příznivě přijata. Ve stejném roce napsal atonální klavírní sonátu. I v následujícím období let 1927–1929 vytvořil díla avantgardního ražení (např. opera Nos na Gogolovy texty). Po premiéře se věnoval převážně psaní hudby k divadelním představením a němým filmům. Začal vyučovat hudební teorii na Leningradském choreografickém učilišti a stále koncertoval.
Po období ovlivněném Sergejem Prokofjevem a Igorem Stravinským vyvinul Šostakovič vlastní styl s ostrými kontrasty a prvky grotesky. Počátkem 30. let zkomponoval balety Zlatý věk a Jasný potok. Toto období vyvrcholilo operou Lady Macbeth Mcenského újezdu (1932), která byla jak kritiky, tak i diváky přijata s nadšením. Poté, co v lednu 1936 představení navštívil osobně Stalin, vyšel v deníku Pravda článek s názvem Chaos místo hudby, ve kterém byla podrobena ostré kritice a označena za vulgárně naturalistickou, pro lid nesrozumitelnou. Opera byla stažena z repertoáru a zakázána. Článek odstartoval negativní kampaň vůči Šostakovičovi a jemu podobným skladatelům, kteří byli označeni za formalisty. V tehdejší době státního teroru to znamenalo hrozbu vězení a likvidace. 
Šostakovič v té době žil v obavách o svůj život a rodinu. V roce 1932 se oženil s Ninou Varzarovou, ale po třech letech se s ní rozvedl. Vrátil se k ní, když zjistil, že je těhotná s jejich dcerou Galinou.  V roce 1936 dokončil svou čtvrtou symfonii, ale před plánovanou prosincovou premiérou Šostakovič zkoušky zrušil, obě díla pak byla provedena až po roce 1961. Stalin se však spokojil s tím, že skladatele trápil různými zatěžkávacími zkouškami a veřejným ponižováním a skoro současně ho vyznamenával nejvyššími poctami a tituly. Šostakovič v této době komponoval také filmovou hudbu, nejprve k filmu Vstřícný plán (1932), později Dcery revoluce (1936) či Voločajevské dny (1937). Stalin přisuzoval velký význam propagandistickým možnostem umění, především filmu, a umělce zapojené do filmové tvorby do značné míry toleroval. 
Po roce 1936 Šostakovič přešel od experimentování ke konzervativnějšímu stylu hudby. Napsal Pátou symfonii, formálně odlišnou od předchozích avantgardních skladeb, která byla na premiéře v Leningradě roku 1937 představena s podtitulem „Odpověď sovětského umělce na zaslouženou kritiku“. Tento podtitul nebyl dílem Šostakoviče samotného, ten nicméně tento podtitul nikdy nestáhl.  Dílo, zejména jeho závěrečná část, je výrazem rozpolcené osobnosti, která musí učinit zásadní rozhodnutí pod obrovským morálním nátlakem. Premiéra byla velkým úspěchem, ovace trvaly více než půl hodiny. Oficiální kritici považovali dílo za obrat ve skladatelově tvorbě. 
Od roku 1937 Šostakovič vyučoval skladbu na Leningradské konzervatoři. V roce 1939 se stal profesorem. V roce 1938 se mu narodil syn Maxim.

### Leningradská symfonie

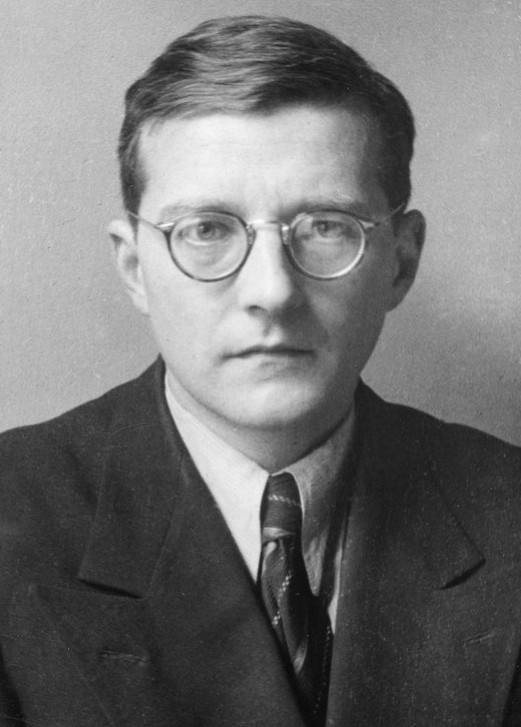
Šostakovič v roce 1942

V dusném období stalinských čistek, při kterých byli zavražděni i jeho nejbližší přátelé (maršál Michail Tuchačevskij, režisér Vsevolod Emiljevič Mejerchold) začal psát novou, sedmou symfonii. V době Hitlerova vpádu do Sovětského svazu byla zkomponovaná teprve její první věta. Další dvě věty napsal v obleženém Leningradu, kterému je symfonie věnována. Proto je Šostakovičova 7. symfonie označována jako Leningradská. Šostakovič dílo dokončil v městě Kujbyševě (dnes Samara), kam byl z obleženého Leningradu evakuován, a kde dílo mělo dne 5. března 1942 premiéru. Provedení orchestrem Velkého divadla bylo přenášeno rozhlasem i do zahraničí.  Oficiální propaganda změnila tuto symfonii v symbol boje proti německému fašismu. V témže roce následovala první uvedení v Moskvě, Londýně a New Yorku, kde provedení řídil Arturo Toscanini. Dne 9. srpna 1942 byla symfonie hrána v obleženém Leningradu. Partitura symfonie byla doručena letecky, hudebníci byli svoláni i z frontových linií. Toto provedení mělo ve městě, které už mělo podle plánů nacistického Německa a osobně Adolfa Hitlera být dobyto, nesmírný ideový význam. To vysoce oceňovali i spojenci v průběhu války. Šostakovič získal za svoji Sedmou symfonii Stalinovu cenu a titul národního umělce SSSR. 
Od roku 1943 žil Šostakovič v Moskvě a stal se profesorem na konzervatoři. V jeho tvorbě se výrazně odrazily tragické válečné události, jak o tom svědčí pochmurná 8. symfonie (Stalingrandská). K vyjádření svých myšlenek a pocitů použil skladatel žánry komorní hudby. V této oblasti vytvořil taková mistrovská díla jako Klavírní kvintet (1940), klavírní trio číslo 2 e moll (na památku svého přítele I. Sollertinského, 1944; Stalinova cena, 1946), Smyčcové kvartety č. 2 (1944), č. 3 (1946) a č. 4 (1949). V roce 1945, po skončení války, napsal 9. symfonii, která na rozdíl od předchozí tvorby zněla optimisticky a pozitivně.

### Stranická kritika
V únoru 1948 bylo v rámci kampaně vedené proti některým umělcům Šostakovičovo dílo opět podrobeno stranické kritice a obviněno z formalismu. Byl označen za profesně nezpůsobilého, zbaven titulu profesora na Moskevské a Leningradské konzervatoři a propuštěn. Jeho díla se v Sovětském svazu nehrála. Šostakovič se na určitý čas stáhl do ústraní, údajně dokonce přemýšlel o sebevraždě, a začal nacházet zálibu v alkoholu.  Na živobytí si vydělával skládáním hudby k filmům (Pád Berlína, Mičurin).  Na kritiku reagoval zjednodušením struktury svých skladeb (Setkání na Labi, oratorium Píseň o lesích aj.). V té době vznikl písňový cyklus Ze židovské lidové poezie a další komorní díla s židovskou tematikou, která však mohla být uvedena až v létech tání po Stalinově smrti. Vedení SSSR využívalo jeho popularity na Západě a poslalo jej koncertovat do USA, Berlína nebo Varšavy. Navzdory obviněním navštívil v roce 1949 Spojené státy jako člen delegace Světové mírové konference, která se konala v New Yorku, a na této konferenci přednesl projev prokazující jeho loajalitu k Sovětskému svazu. Šostakovič byl i po návratu z USA nucen k veřejným výpovědím, ve kterých odsuzoval většinu západní hudby a oslavoval vzestup sovětské hudební kultury. Dalším krokem k politické rehabilitaci byla kantáta Píseň o lesích, která měla prokázat jeho vlastenectví. V roce 1950 za ni obdržel Stalinovu cenu. 
V roce 1953 zemřel Stalin a Šostakovič shrnul stalinskou epochu do Desáté symfonie.  Poprvé v ní zazněl motiv DSCH, hudební kryptogram, který vychází z německé transkripce počátečních písmen Šostakovičova jména. 

### Léta tání
V roce 1954 zemřela jeho žena Nina Varzarová. Druhé manželství s Margaritou Kajnovou netrvalo dlouho (1956–1959). 
V roce 1954 napsal Slavnostní předehru k zahájení výstavy úspěchů národního hospodářství a získal titul národního umělce SSSR. V říjnu 1956 během veřejné oslavy svých padesátých narozenin byl vyznamenán Leninovým řádem. Novým vedením státu byl víceméně donucen zapojit se do veřejného života a politické činnosti. Byl poslancem Nejvyššího sovětu. V roce 1957 se stal tajemníkem Svazu skladatelů SSSR, v roce 1960 Svazu skladatelů RSFSR (v letech 1960–1968 – první tajemník). V roce 1960 vstoupil do KSSS.
Mnohá díla druhé poloviny padesátých let 20. století jsou prodchnuta optimismem. Jedná se o Šestý smyčcový kvartet (1956), Druhý koncert pro klavír a orchestr (1957) a muzikál Čerjomuški. Ve stejném roce Šostakovič vytvořil Jedenáctou symfonii, která odkazuje na události kolem revoluce 1905. Navázal na ni ideově symfonií č. 12, věnovanou Říjnové revoluci roku 1917. Zcela jinou povahu měla jeho symfonie č. 13, která vznikla ve spolupráci s básníkem Jevgenijem Jevtušenkem v roce 1962. První část tvoří jeho báseň Babí Jar odsuzující zkreslování historických skutečností a poválečný antisemitismus, další čtyři části popisují život moderního Ruska a nešvary sovětské společnosti. Po tomto díle se Šostakovič v symfonické tvorbě na sedm let odmlčel. 

### Nemoc a závěr života
V roce 1962 se potřetí oženil. Krátce před svými šedesátými narozeninami prodělal první srdeční záchvat. Od roku 1966 se jeho zdraví zhoršilo, byla mu diagnostikována závažná choroba – amyotrofická laterální skleróza, jejíž první známky se objevily už ve věku 20 let. Manželka Irina Supinská mu pomáhala snášet potíže spojené s malou pohyblivostí dolních končetin a pečovala o něho do konce života. Přesto stále skládal. 

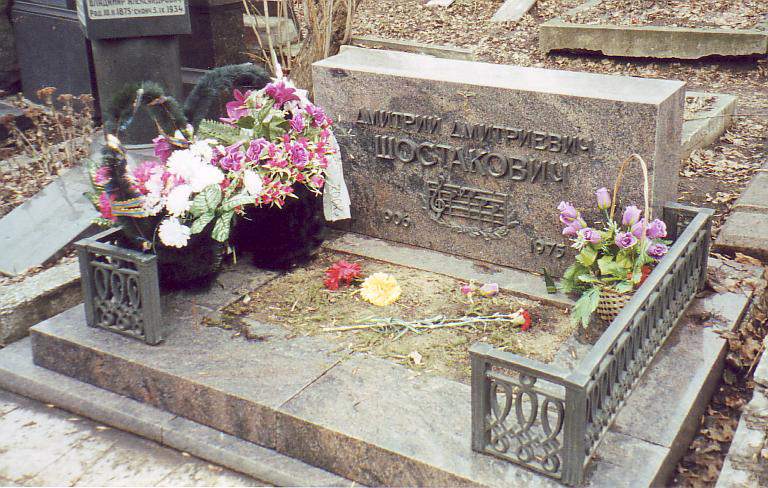
Hrob D. Šostakoviče na Novoděvičím hřbitově v Moskvě. Notový zápis je hudebním kryptogramem jeho jména: D-Es-C-H.

V roce 1963 měla premiéru opera Kateřina Izmailová, což byla nová redakce opery Lady Macbeth Mcenského újezdu. Díla z přelomu šedesátých a sedmdesátých let mají z velké části ponurý tón, vyzařuje z nich úzkost a bolest, spojuje je téma smrti (14. symfonie s básněmi G. Apollinaira, R. M. Rilkeho, W. K. Küchelbeckera a F. Garcíi Lorcy, vokální cykly na verše A. Bloka, M. Cvetajevové, Michelangela). V létě 1971 vznikla symfonie č. 15, v níž se objevují motivy z děl slavných skladatelů Rossiniho, Wagnera, Glinky, Mahlera i vlastní dříve napsaná hudba. Dílo se vyznačuje náladou přemýšlivosti, nostalgie, vzpomínek. Jeho poslední skladbou byla Sonáta pro violu a klavír (1975).
V posledních letech svého života byl Šostakovič velmi nemocný, kromě ALS trpěl i rakovinou plic. Na veřejnosti se objevoval jen zřídka v doprovodu své manželky. Zemřel 9. srpna 1975 v Moskvě a byl pohřben na Novoděvičím hřbitově.

## Dílo
Šostakovičovu tvorbu představuje 147 opusů nejrůznějších hudebních forem, jimž co do počtu vévodí 18 symfonických děl (15 symfonií, 2 komorní symfonie a 1 symfonická báseň), sborové skladby, koncerty. Významnou součástí díla je rozsáhlá filmová a scénická hudební tvorba, která umožňovala Šostakovičovi přežívat, když provedení některých symfonických děl bylo zakázáno pro údajně formalistický charakter. Z oblasti filmové hudby je zvláště známý valčík č. 2 , op. 50b, součást jazzové suity , který použil režisér Kalatozov ve filmu V prvním sledu (1955).

### Symfonie
- Symfonie č. 1, op. 10 (1924–25, premiéra 2. listopadu 1928 ve Filadelfii, pod taktovkou L. Stokowského))
- Symfonie č. 2, op. 14, „K Velkému Říjnu“, se závěrečným sborem na slova Alexandra Bezymenského (1927) premiéra 6.11.1927 v Leningradě
- Symfonie č. 3, op. 20, „Prvomájová“ (1929)
- Symfonie č. 4, op. 43 (1935–36)
- Symfonie č. 5, op. 47 (1937)
- Symfonie č. 6, op. 54 (1939)
- Symfonie č. 7, op. 60, „Leningradská“ (1941)
- Symfonie č. 8, op. 65 (1943), Stalingradská
- Symfonie č. 9, op. 70 (1945)
- Symfonie č. 10, op. 93 (1953)
- Symfonie č. 11, op. 103, „Rok 1905“ (1957)
- Symfonie č. 12, op. 112, „Rok 1917“ (1961)
- Symfonie č. 13, op. 113, „Babi Jar“ na slova básně Jevgenije Jevtušenka (1962)
- Symfonie č. 14, op. 135 (1969)
- Symfonie č. 15, op. 141 (1971), inspirována Čechovovou novelou Černý mnich
- Komorní symfonie, op. 110 a 118 (1960 a 1964)
- Symfonická báseň „Říjen“, op. 131 (1967)

### Kantáty, sbory, písně, pochody a romance
- Poema o Vlasti, op. 74
- Deset poem na revoluční básně, op. 88
- Nad naší vlastí slunce vychází, op. 90
- Poprava Stěpana Razina, op. 119, kantáta pro bas, smíšený sbor a orchestr na slova Jevgenije Jevtušenka (1964)
- Šest romancí na texty japonských básní
- Romance (9) o Puškinovi
- Šest romancí na texty anglických básní, op. 62
- Ze židovské poezie, op. 79
- Slavnostní předehra, op. 96 (1954), byla vybrána jako hudební téma Letních olympijských her v Moskvě v roce 1980.
- Šest španělských písní, op. 100
- Jaro, op. 128
- Romance, op. 121, 140
- Sedm romancí na Alexandra Bloka, op. 127
- Pochod sovětských vojáků, op. 139
- Sváteční pochod

### Koncerty a sonáty
- Houslový koncert č. 1 a moll (1. verze, op. 77 (1948), 2. verze, op. 99, (1955)
- Houslový koncert č. 2, op. 129 (1967)
- Klavírní koncert č. 1 pro klavír, trubku a smyčcový orchestr, op. 35 (1933)
- Klavírní koncert č. 2, op. 102 (1957)
- Koncert pro violoncello č. 1, op. 107 (1957)
- Koncert pro violoncello a moll, op. 125
- Koncert pro violoncello č. 2, op. 126 (1966)
- Klavírní sonáta č. 1, op. 12 (1926)
- Klavírní sonáta č. 2, op. 61 (1942)
- Sonáta pro violu a klavír (1975)
- Sonáta pro violoncello a klavír d moll, op. 40 (1934)
- Concertino pro 2 klavíry a moll, op. 94

### Opery a balety
- Nos, op. 15 (1927–1928)
- Lady Macbeth Mcenského újezdu, op. 29 (libreto podle stejnojmenné divadelní hry Nikolaje Leskova, premiéra 1934)
- Boris Godunow, op. 58 (instrumentace opery M.P. Musorgského, 1940)
- Hry, op. 63
- Kateřina Izmailová, op. 114 (nová redakce opery Lady Macbeth Mcenského újezdu, 1963)
- Zlatý věk, (1930)
- Šroub, balet o 3 dějstvích (1931)
- Orango (nedokončená) (1932)
- Jasný potok, balet o 3 dějstvích (1935)
- Moskva – Čerjomušky, hudební komedie/opereta, op.105 (1958)

### Oratoria
- Píseň o lesích, op. 81 (1949)

### Smyčcové kvartety
- Smyčcové kvartety č. 1–15
  - No. 1 op. 49 C dur (1938)
  - No. 2 op. 68 A dur (1944)
  - No. 3 op. 73 F dur (1946)
  - No. 4 op. 83 D dur (1949)
  - No. 5 op. 92 B dur (1952)
  - No. 6 op. 101 G dur (1956)
  - No. 7 op. 108 fis moll (1960)
  - No. 8 op. 110 c moll (1960)
  - No. 9 op. 117 Es dur (1964)
  - No. 10 op. 118 As dur (1964)
  - No. 11 op. 122 f moll (1966)
  - No. 12 op. 133 Des dur (1968)
  - No. 13 op. 138 b moll (1970)
  - No. 14 op. 142 Fis dur (1972–73)
  - No. 15 op. 144 es moll (1974)

### Suity
- Suita fis moll, op. 6 pro dva klavíry (1922), věnováno památce na zemřelého otce
- Zlatý věk, op. 22a
- Suita na slova Michelangela Buonarottiho, op. 145
- Jazzové suity č. 1 a 2, součástí je jedna z jeho nejpopulárnějších skladeb Valčík č. 2
- Baletní suity č. 1–4

### Filmová a scénická hudba
Hudba k filmům: Nový Babylon, Sama, Zlaté břehy, Protiplán, Povídka o popovi a dělníkovi, Láska a nenávist, Mládí Maxima Gorkého, Přítelkyně, Velký občan, Návrat Maxima, Prostí lidé, Mladá garda, Pirogov, Mičurin, Setkání na Labi, Pád Berlína, Píseň velkých řek, Pět dní – pět nocí, Hamlet, Rok jako život, První eskadra, Král Lear, Poslové věčnosti, Ovád, Křižník Potěmkin, Čerjomušky, Spalující touha a další; scénická hudba: Výstřel, Rule, Britannia !, Celina, Lidská komedie, Otčina, Ruská řeka a další.